# عطسة فريد أوت
عطسة فريد أوت (بالإنجليزية: Fred Ott's Sneeze) هو فيلم أمريكي صامت وقصير تبلغ مدته 5 ثواني فقط، ويظهر فيه فريد أوت وهو يعطس. الفيلم من تصوير ويليام كينيدي ديكسون وتوزيع شركة إديسون الصناعية. صدر بتاريخ 9 يناير 1894. يُعد الفيلم واحدا من أقدم الأفلام الأمريكية وأول فيلم يتم حمايته بموجب حقوق التأليف والنشر في الولايات المتحدة الأمريكية.

## الإنتاج
الفيلم أنتجته شركة إديسون الصناعية والتي كانت قد بدأت صناعة الأفلام في عام 1890 تحت إشراف ديكسون. جرى تصوير الفيلم في إستوديو بلاك ماريا في مدينة ويست أورنج، نيوجيرسي والذي كان أول إستوديو للأفلام في الولايات المتحدة. صٌور الفيلم بين 2 يناير 1894 و 7 يناير 1894 وتم عرضه في ذلك الوقت من خلال الكينتوسكوب.

## روابط خارجية
- عطسة فريد أوت على موقع IMDb (الإنجليزية)
- عطسة فريد أوت على موقع ألو سيني (الفرنسية)
- عطسة فريد أوت على موقع أول موفي (الإنجليزية)
- عطسة فريد أوت على موقع فيلمافينيتي (الإسبانية)
- عطسة فريد أوت على موقع قاعدة بيانات الفيلم (الإنجليزية)
- عطسة فريد أوت على موقع ليتربوكسد (الإنجليزية)
- عطسة فريد أوت على موقع كينوبويسك (الروسية)